# Jānis Pujats
Jānis Pujats (Nautrēni, 14. studenog 1930.), latvijski kardinal i nadbiskup emeritus Rige.

## Životopis
Pujats je rođen u Nautrēnu u Latviji. Pohađao je teološki fakultetu u Rigi sve dok ga Sovjeti nisu zatvorili 1951. Dva mjeseca kasnije, on je zaređen u tajnoj ceremoniji nadbiskupa Antonijsa Springovičsa. Za vrijeme pontifikata pape Pavla VI., provodio je liturgijske reforme i objavio prvi misal na latvijski.
Jānis Pujats je 1991. zaređen za nadbiskupa Rige. Dana 21. veljače 1998. postao je kardinal in pectore. Bio je jedan od kardinala birača koji su sudjelovali na konklavi 2005. godine kada je za papu izabran Benedikt XVI.
Pujats govori ruski, poljski, litavski, njemački i latinski uz njegov materinji latvijski. Poznat je po tome što je jedini član Biskupske sinode koji je govorio na mikrofonu isključivo latinskim jezikom.
Zbog starosti je podnio ostavku na mjesto nadbiskupa Rige koja je i prihvaćena 19. lipnja 2010. godine, kada je papa Benedikt XVI. imenovao Zbigņevsa Stankevičsa za novog nadbiskupa Rige. Za geslo ima Preko Marije do Isusa (lat. Ad Iesum per Mariam).

## Vanjske poveznice
|  | Zajednički poslužitelj ima još gradiva o temi Jānis Pujats |